# AlphaGo (pel·lícula)
AlphaGo és un documental dirigit per Greg Kohs, estrenat el 2017, que ens ensenya fins on arriba la intel·ligència artificial mitjançant una partida de go entre un ordinador i el campió mundial del joc, Lee Sedol. Amb una durada de 90 minuts, veiem la partida real entre AlphaGo i Lee Sedol del 9 de març de 2016, combinada amb un petit context sobre com funciona tal màquina i declaracions dels seus creadors.

## Alpha Go (Programa informàtic)
AlphaGo és un programa d'ordinador format a base d'algorismes que aprenen a jugar al joc de taula xinès go a un nivell superior als humans. Tal algorisme és creat per un equip d'investigadors a Londres que treballen per DeepMind, un laboratori d'intel·ligència artificial comprat per Google el 2014 per 400 milions de lliures.
No es tracta del primer programa que existeix per a jugar al go, de fet, ja n'hi havia altres com Zen i Crazy Stone. No obstant, és sense dubte una versió millorada respecte als altres, ja que, en diversos enfrontaments amb altres programes, guanya gairebé un 100% de les partides.

## Intel·ligència Artificial
La intel·ligència artificial, també coneguda com a IA, és una intel·ligència informàtica dotada a màquines que pot arribar a ser comparable a les capacitats cognitives de les ments humanes. Tal com defineix John McCarthy: "La intel·ligència artificial és fer que una màquina es comporti d'una manera que seria considerada intel·ligent en un humà.".

## Sinopsi
El 9 de març de 2016 a Corea del Sud, el campió mundial de go i un ordenador amb el programa d'AlphaGo, participen, per primera vegada a la història, en una competició del joc, anomenada The DeepMind Challenge Match. Per sorpresa dels assistents, la màquina acaba guanyant quatre de cinc de les partides, que són el focus principal del documental.
La pel·lícula és una crònica de la trajectòria des d'Oxford, per Bordeus, passant per les oficines del DeepMind de Google a Londres, i finalment, culminant al torneig de 7 dies a Seül. També ens mostra la intel·ligència artificial de DeepMind (i com funciona) i la manera en què els assistents i l'equip del programa van viure haver de superar a un humà amb una màquina. Tot això combinat amb explicacions de què és AlphaGo, amb declaracions dels seus creadors mentre veiem les reaccions dels assistents a la victòria imminent de l'ordenador.

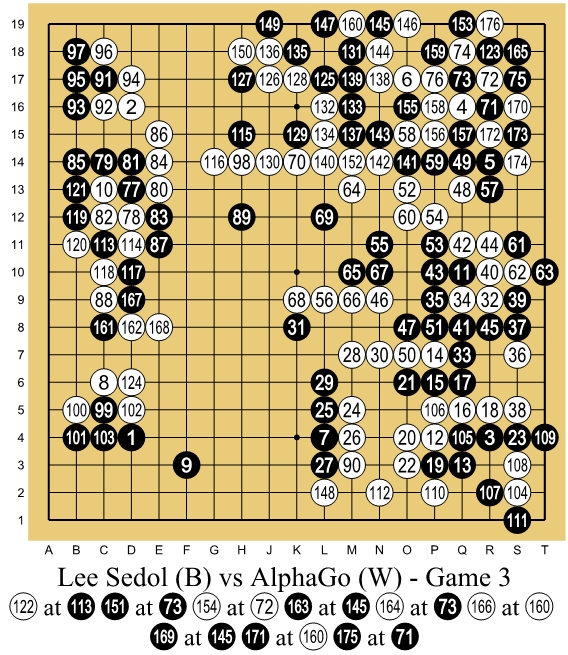
Partida de Go de Lee Sedol contra AlphaGo.

Al llarg del film, es qüestiona fins a quin punt pot arribar la intel·ligència artificial i què comporta aquest avenç tecnològic.

## Estrena
La primera projecció de la pel·lícula va ser als Estats Units durant el Tribeca Film Festival, el 21 d'abril de 2017. En canvi, el dia de l'estrena oficial va ser el 29 de setembre del mateix any. Actualment, el film es troba en streaming a Netflix, on hi està disponible des de l'1 de gener de l'any 2018.

## Crítiques
El documental ha tingut majoritàriament una rebuda positiva, amb la puntuació màxima a la pàgina Rotten Tomatoes. Michael Rechtshaffen, crític de Hollywood Reporter, assegura que, tot i que, a primera vista, un documental de 90 minuts sobre un joc xinès de 3000 anys d'antiguitat, no sembla ni animat ni absorbent, Greg Kohs aconsegueix que AlphaGo sigui aquests adjectius i més.